# 陈晟
陈晟（9世纪—900年），晚唐将领，余杭人。黄巢之乱时，镇海军节度使兼南面招讨使周宝练兵自守，发杭州八都兵戍守县镇，以陈晟代替曹信统领临平都，一作余杭都。
中和元年（881年）二月，临平都镇将陈晟攻打睦州刺史韦诸，韦诸被俘，将睦州让给陈晟，陈晟自领刺史。《资治通鉴》误作中和四年（884年）陈晟驱逐睦州刺史柳超。临平都也被讹为清平都。唐廷任命陈晟为睦州刺史。陈晟在当地建筑罗城。
军阀孙儒败亡后，队将王坛率三千人投奔陈晟。陈晟很怀疑他，置于外城。景福元年（892）十一月，王坛联合三河镇将陈严攻取婺州后自行割据。
陈晟割据睦州十八年后去世，子陈绍权继任不久，就被陈晟的弟弟陈询废黜取代。唐介先祖唐希颜曾仕睦州刺史陈询，后一同投奔杨吴歙州刺史陶雅。